# Leucodonta bicolora
Leucodonta bicolora är en fjärilsart som beskrevs av Fabricius 1787. Leucodonta bicolora ingår i släktet Leucodonta och familjen tandspinnare. Inga underarter finns listade i Catalogue of Life.